# Saint-Vaast-de-Longmont
Saint-Vaast-de-Longmont är en kommun i departementet Oise i regionen Hauts-de-France i norra Frankrike. Kommunen ligger i kantonen Pont-Sainte-Maxence som tillhör arrondissementet Senlis. År 2022 hade Saint-Vaast-de-Longmont 647 invånare.

## Befolkningsutveckling
Antalet invånare i kommunen Saint-Vaast-de-Longmont
| Referens: INSEE |